# Húsavík (Illes Fèroe)
Húsavík [ˈhʉusavʊik] és un poble i municipi de l'illa de Sandoy, a les illes Fèroe. L'1 de gener de 2021 el poble de Húsavík tenia 65 habitants, i el municipi sencer, que inclou a més els pobles de Dalur i Skarvanes, 111.
El Suðuroyartunnilin, el que serà el túnel submarí més llarg de les Illes Fèroe, tindrà la boca a l'illa de Sandoy a Dalur, i un altre tunel perforarà la muntanya per connectar Dalur amb Húsavík, el Tunnil til Dals.

## Geografia
El poble de Húsavík es troba en una petita vall solcada per un riu, a la costa sud-oriental de Sandoy, envoltat de muntanyes pel nord, l'oest i el sud. El port de Húsavík, molt petit, es troba al costat sud de la petita badia on es troba. Húsavík compta amb una gran platja de sorra, molt útil per a la caça de balenes caps d'olla, activitat que se segueix realitzant de manera tradicional. La pesca és l'activitat econòmica principal del poble, tot i que també hi ha ramaderia ovina de subsistència.
Pel nord-oest del poble, la zona de relleu més suau, surt una carretera que comunica amb Sandur i Skálavík. Pel sud surt una carretera que voreja les muntanyes per la costa per arribar a Dalur.
El municipi ocupa la cinquena part sud de l'illa. Confina al nord amb Skálavík i al nord-oest amb Sandur.

## Història

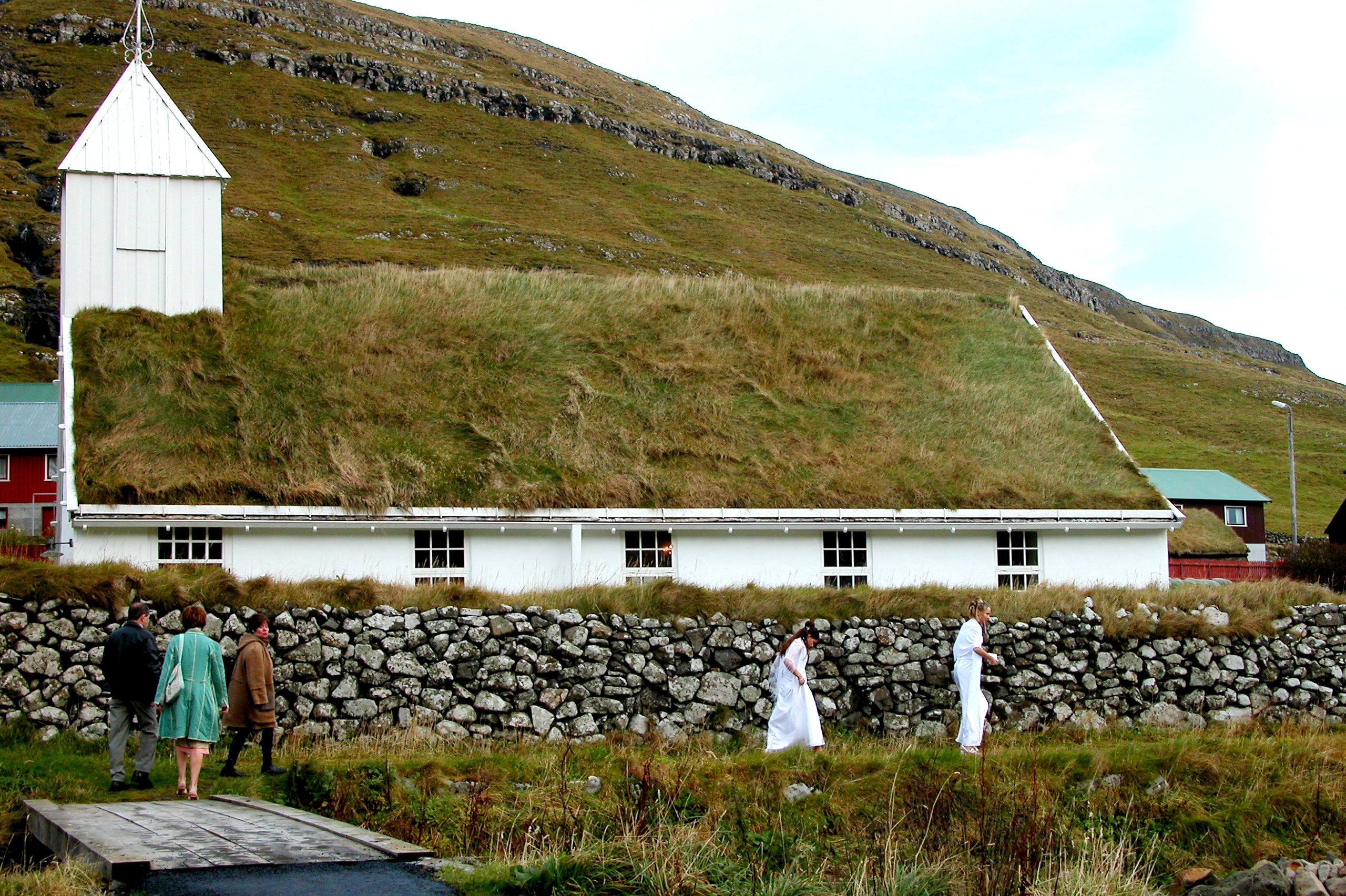
Església de Húsavík.

Húsavík ha estat habitat des de l'era dels vikings, tot i que la primera vegada que surt en un document és al Hundabrævið, un codi del segle XIV que regulava la tinença de gossos a l'arxipèlag. Des de temps remots, el poble ha estat dividit en dues parts. Enmig del poble hi ha unes ruïnes del que havia estat una granja anomenada Heimi á Gardi. Aquesta granja hauria estat construïda per una dona semi-llegendària coneguda com la dona de Húsavík, que hauria viscut al segle xiv. Es tractava d'una dona posseïdora d'una gran riquesa, que tenia totes les terres de Húsavík i, fins i tot, tenia propietats a Noruega. Es diu que va obtenir la seva riquesa al vendre-li al rei de Noruega una banya d'or, després que se li revelés en somnis la seva localització.
Uns documents del segle xiv, coneguts com les Cartes de Húsavík, es conserven a la Universitat de Copenhaguen.
L'església de Húsavík data de 1863, i és d'estil tradicional feroès.
El municipi de Húsavík va ser creat el 1928, quan es va separar de Sandur.

## Demografia
Des del 1991, quan el poble de Húsavík va arribar als 118 habitants, la caiguda demogràfica ha estat constant. A les altres poblacions del municipi el fenomen de la despoblació ha estat el mateix. Avui en dia hi viuen 111 persones a tot el terme municipal, quan el 1960 sobrepassaven les 200 persones.
L'1 de gener de 2021 la població del municipi de Husavík era la següent:
| Localitat | Habitants |
| --------- | --------- |
| Dalur     | 37        |
| Húsavík   | 65        |
| Skarvanes | 9         |
| TOTAL     | 111       |